# Isabelle Allen
Isabelle Lucy Allen (Salisbury, Inglaterra, 16 de marzo de 2002) es una actriz británica conocida por su papel como la joven Cosette en la película Los miserables. Dicho papel le ha válido elogios de la crítica, con su participación en diversos premios como la Junta Nacional de Críticos al Mejor Elenco y el Satellite Award a la Mejor Protagonista - Película.

## Carrera
Allen fue descubierta por Jeremy James Taylor, director de la British National Youth Music Theatre después de verla en la obra de teatro The Pied Piper en Eastbourne, East Sussex, su ciudad natal. Ella hizo su debut profesional en el 2012 la película Les Misérables como la versión más joven del personaje de Amanda Seyfried Cosette, que le valió el Premio Young Artist a la Mejor Actriz joven de Edad Menores de Diez años.; más tarde fue lanzada en el mismo papel en la producción teatral del West End de la demostración, ella continuó en el mostrar hasta marzo de 2013, compartiendo su rol con: Lois Ellington, Ashley Goldberg y Sarah Huttlestone. De julio a septiembre de 2013, Allen jugó Brigitta Von Trapp en Sonrisas y lágrimas, compartiendo su papel con Imogen Gurney y Ava Merson O'Brien

## Filmografía
| Año  | Título            | Personaje        | Notas |
| ---- | ----------------- | ---------------- | --- |
| 2012 | Les Misérables    | La joven Cosette | National Board of Review Award for Best Cast Satellite Award for Best Cast – Motion Picture Washington D.C. Area Film Critics Association Award for Best Ensemble Young Artist Award for Best Performance in a Feature Film - Supporting Young Actress Ten and Under Nominada—Broadcast Film Critics Association Award for Best Acting Ensemble Nominada—Phoenix Film Critics Society Award for Best Cast Nominada—Phoenix Film Critics Society Award for Best Youth Performance in a Lead or Supporting Role-Female Nominada—San Diego Film Critics Society Award for Best Performance by an Ensemble Nominada—Screen Actors Guild Award for Outstanding Performance by a Cast in a Motion Picture |
| 2018 | Safe              | Carrie Delaney   | |
| 2019 | Killers Anonymous | Morgan           | |